# قلعة دختر الثاني
قلعة دختر الثاني هي قلعة تاريخية تعود إلى أكثر من 2000 سنة، وتقع في كرمان، مقاطعة كرمان.